# Cleonymia diluta
Cleonymia diluta är en fjärilsart som beskrevs av Rothschild 1911. Cleonymia diluta ingår i släktet Cleonymia och familjen nattflyn. Inga underarter finns listade i Catalogue of Life.